# تصميم البروتين

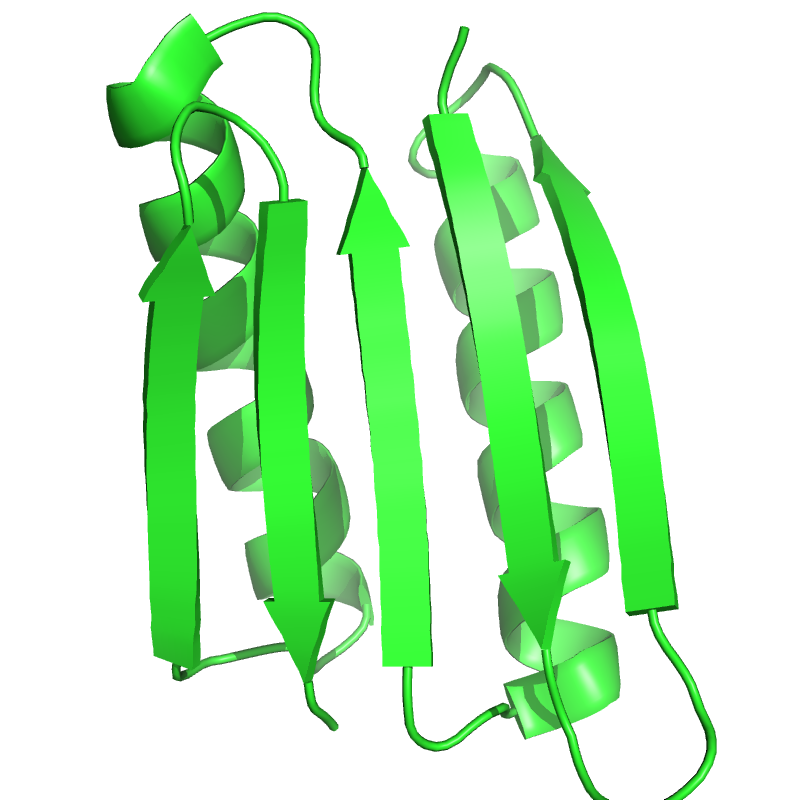

تصميم البروتين هو التصميم المنطقي لجزيئات بروتين جديدة ذات نشاط وسلوك ووظائف جديدة وذلك لمعرفة وظائف البروتينات وفهم أساسيات عملها. يمكن تصميم البروتينات من الصفر (تصميم من جديد) أو إنشاء متغيرات محسوبة من بنيةِ وتسلسلِ بروتينٍ معروف ويسمى ذلك (إعادة التصميم). تقوم مناهج التصميم المنطقي للبروتين بالتنبؤ بتسلسلات البروتين التي ستتطوى إلى بنى محددة، بعدها يمكن التحقق تجريبيا من هذه التسلسلات المتنبئ بها عبر طرق مثل: تخليق الببتيد، التطفر نوعي الموقع أو التخليق الاصطناعي للجينات.
يرجع تاريخ التصميم المنطقي للبروتين إلى منتصف العقد 1970. مؤخرا كانت هنالك العديد من الأمثلة حول تصاميم منطقية ناجحة لبروتينات وببتيدات قابلة للذوبان في الماء وكذلك بروتينات غشائية، ويرجع ذلك إلى فهمٍ أفضل لمختلف العوامل المساهِمة في استقرار بنية البروتين وإلى تطور طرق حاسوبية أفضل.